# Campus Bio-Medico
Uniwersytet Campus Bio-Medico – prywatny uniwersytet założony w Rzymie w 1993 roku.
Campus ma stać się – w zamierzeniu inicjatorów – ośrodkiem studenckim, centrum medycznym i centrum badań medycznych, które będą przeprowadzane w poszanowaniu godności chorych osób.
Specyfiką uniwersytetu jest ograniczona liczna studentów i nastawienie na współpracę pomiędzy nimi a profesorami. Każdy student posiada swego opiekuna naukowego.
Szpital Uniwersytecki Campus Bio-Medico znajduje się blisko budynków wykładowych. Posiada szpital kliniczny na 400 łóżek, przychodnię, sale operacyjne, oddziały intensywnej terapii i oddziały: kardiologii, gastroenterologii, ginekologii, kardiochirurgii, hematologii, immunologii, medycyny, onkologii, okulistyki, ortopedii, otolaryngologii, senologii, chirurgii i urologii. W skład Uniwersytetu wchodzą także dwa ośrodki badawcze z zakresu biomedycyny i bioinżynierii, w których pracować będzie 300 naukowców
W inauguracji uniwersytetu „Campus Bio-Medico” wziął udział m.in. watykański Sekretarz Stanu, kardynał Tarcisio Bertone.
W sumie projekt kosztował 180 milionów euro.
Do organizatorów i wykładowców należy Paola Binetti. Prezesem Rady Nadzorczej jest Joaquín Navarro-Valls.

## Wydziały i kierunki kształcenia
Uniwersytet umożliwia kształcenie na siedmiu kierunkach studiów prowadzonych w ramach dwóch wydziałów.
- Wydział Medycyny
  - Elektroradiologia
  - Medycyna
  - Pielęgniarstwo
  - Technologia żywności i Żywienie człowieka
- Wydział Inżynierii
  - Inżynieria biomedyczna
  - Inżynieria chemiczna
  - Inżynieria przemysłowa

## Opus Dei
Opiekę doktrynalną i duchową nad uniwersytetem sprawuje Opus Dei, prałatura personalna Kościoła katolickiego. Inicjatorem powstania uczelni był prałat Opus Dei, ks. Alvaro del Portillo.